# Sarles
Sarles è un centro abitato (city) degli Stati Uniti d'America, situato fra la Contea di Cavalier e la Contea di Towner nello Stato del Dakota del Nord. Nel censimento del 2000 la popolazione era di 25 abitanti. La città è stata fondata nel 1905.

## Geografia fisica
Secondo i rilevamenti dell'United States Census Bureau, la località di Sarles si estende su una superficie di 0,70 km², tutti occupati da terre.

## Popolazione
Secondo il censimento del 2000, a Sarles vivevano 25 persone, ed erano presenti 5 gruppi familiari. La densità di popolazione era di 37 ab./km². Nel territorio comunale si trovavano 44 unità edificate. Per quanto riguarda la composizione etnica degli abitanti, l'84,00% era bianco e il 16,00% era nativo.
Per quanto riguarda la suddivisione della popolazione in fasce d'età, il 21,3% era al di sotto dei 18, l'8,0% fra i 18 e i 24, il 14,9% fra i 25 e i 44, il 21,3% fra i 45 e i 64, mentre infine il 34,5% era al di sopra dei 65 anni di età. L'età media della popolazione era di 50 anni. Per ogni 100 donne residenti vivevano 95,5 maschi.